# Phylloscopus soror
Phylloscopus soror é uma espécie de ave da família Phylloscopidae.
Apenas pode ser encontrada no seguinte país: China.
Os seus habitats naturais são: florestas temperadas.